# Diego Enrique Osorno
Diego Enrique Osorno (nascut l'1 de desembre de 1980 en Monterrey Nou León), és un escriptor i reporter independent que ha estat testimoni i narrador d'alguns conflictes del segle xxi a Mèxic i altres països d'Amèrica Llatina. Guillermo Osorno, El Barrio Antiguo, Crónica sobre DEO
A més de publicar cròniques i reportatges en mitjans com Gatopardo, Reforma, L'Espresso, Proceso, Newsweek, Internazionale, Letras Libres, Courrier International, Etiqueta Negra, VICE i El Universal, ha escrit diversos llibres de no ficció i dirigit documentals.